# Къню Камбосев
Къню (Къньо, Кънчо) Неофитов Камбосев е български адвокат, читалищен деец и кмет на Разград (1923 – 1929).

## Биография
Роден е на 21 юли 1871 г. (по други източници през 1972 г.). Брат е на Крум Камбосев, български лекар, завършил във Франция, и на Пенка Камбосева, майката на Иван Багрянов.
Завършва правни науки във Висшето училище в София (днес Софийски университет) с четвъртия му випуск.
Участва в Първата световна война като запасен поручик, член на Моравски полеви военен съд. За отличия и заслуги през втория период на войната е награден с народен орден „За военна заслуга“, V степен.
Кмет е на Разград от 1923 до 1929 година. Едно от начинанията му е строителството на железобетонен мост над река Бели Лом, днес известен като Панчоолу мост.
Умира през 1949 г.